# Суперкубок Йорданії з футболу 2022
Суперкубок Йорданії з футболу 2022  — 39-й розіграш турніру. Матч відбувся 5 квітня 2022 року між чемпіоном Йорданії клубом Аль-Рамта та володарем кубка Йорданії клубом Аль-Файсалі.
| Володар Суперкубка Йорданії 2022 |
| -------------------------------- |
|                                  |
| Аль-Рамта Третій титул           |

## Матч

### Деталі
| 5 квітня 2022 22:30 (EEST) |

| Аль-Рамта                   | 2:0 | Аль-Файсалі |
| --------------------------- | --- | ----------- |
| Кулібалі 14' аль-Дардур 64' |     |             |

| Інтернаціональний стадіон, Амман |